# NGC 1325
NGC 1325 (również PGC 12737) – galaktyka spiralna z poprzeczką (SBbc), znajdująca się w gwiazdozbiorze Erydanu. Została odkryta 19 grudnia 1798 roku przez Williama Herschela. Galaktyka ta należy do gromady w Erydanie.
W galaktyce NGC 1325 zaobserwowano supernową SN 1975S.